# Procarbazină
Procarbazina (cu denumirea comercială Natulan) este un medicament chimioterapic utilizat în tratamentul limfomului Hodgkin și al tumorilor cerebrale. Căile de administrare sunt oral și intravenos. Din punct de vedere structural, este un derivat de hidrazină și face parte din categoria agenților alchilanți ai ADN-ului.
Se află pe lista medicamentelor esențiale ale Organizației Mondiale a Sănătății.